# Großer Widderstein
Großer Widderstein – szczyt w Alpach Algawskich, części Alp Bawarskich. Leży w Austrii w kraju związkowym Vorarlberg, przy granicy z Niemcami. Szczyt można zdobyć drogą ze schroniska Widdersteinhütte.